# Socijaldemokrate Crne Gore (stranka)
Socijaldemokrate Crne Gore, poznatija kao SD, parlamentarna je politička stranka u Crnoj Gori.
Stranka je formirana 2015. od frakcije Socijaldemokratske Partije (SDP). SD je jedna od vladajućih partija u Crnoj Gori sa Predsjednikom Skupštine i dva ministra.
Ova stranka se zalaže za pristupanje Crne Gore NATO paktu i afirmaciji tzv. Crnogorske pravoslavne crkve (CPC). Ova stranka ima jaku podršku među jednim dijelom evropeista koji podržavaju i DPS.

## Istorija
Socijaldemokrate Crne Gore su politička partija, koja je osnovana 31. jula 2015. godine, kada jedan dio članova i funkcionera SDP napustila tu partiju, želeći da nastavi promociju izvornih socijaldemokratskih vrijednosti, od kojih je SDP odstupio. 
Stranka ima formiran opštinski odbor u svakoj opštini u Crnoj Gori, kao i organizaciju mladih i organizaciju žena. Prvi Kongres održan je 31. januara 2016. godine i na njemu je za prvog predsjednika izabran Ivan Brajović, dok su za potpredsjednike izabrani Mićo Orlandić, Vujica Lazović i Damir Šehović.
Na parlamentarnim izborima 2016. partija je osvojila dva mandata u Skupštini, te zajedno sa DPS-om, LP-om i strankama manjinskih naroda formirala vladajuću većinu, sa dva ministra iz njihovih redova, u oblasti zdravstva i prosvjete.
Kao predjednik Skupštine Crne Gore, Andrija Mandić je u svoj kabinet pored zastave Crne Gore postavio i zastavu Knjaževine odnosno Kraljevine Crne Gore. Demokratska partija socijalista, Socijaldemokrate, Hrvatska građanska inicijativa i Demokratska unija Albanaca su tvrdili da je postavio „zastavu Srbije” i podnijeli su krivičnu prijavu protiv njega.

## Izbori

### Parlamentarni Izbori
| Godina Izbora                                    | Glasovi | % glasova | Ukupno mandata u skupštini | Promena u broju mandata | Note           | Vlada            |
| ------------------------------------------------ | ------- | --------- | -------------------------- | ----------------------- | -------------- | ---------------- |
| deo mandati SDP od 2012. Rascjep od SDP CG 2015. | n/a     | n/a       | 3 / 81                     | 3                       | Rascjep od SDP | koaliciona vlada |
| 2016                                             | 12,472  | 3.26%     | 2 / 81                     | 1                       | —              | koaliciona vlada |